# Kōsō Abe
Kōsō Abe (阿部孝壮?, Abe Kōsō; Prefettura di Yamagata, 24 marzo 1892 – Guam, 19 giugno 1947) è stato un ammiraglio giapponese, attivo durante la seconda guerra mondiale.
Arruolatosi nella Marina imperiale giapponese nel 1912, si specializzò in artiglieria navale: servì dapprima su naviglio obsoleto e cacciatorpediniere, quindi nel corso degli anni venti fu direttore del tiro su alcune delle navi da battaglia nipponiche più moderne. Fece anche esperienza come istruttore all'Accademia di Etajima e come direttore del tiro sugli incrociatori Naka e Ashigara. Dal 1934 capitano di vascello, nella seconda metà degli anni trenta tenne uno dopo l'altro il comando di numerose unità da guerra, come l'incrociatore pesante Myoko: quindi fu designato come primo direttore della Scuola d'artiglieria navale a Tateyama nel 1941. Al principio del 1942 fu promosso comandante della 6ª Forza da base ausiliaria nel Mandato del Pacifico meridionale: in questa veste fu messo a capo del convoglio d'invasione per Port Moresby, che comunque non raggiunse il suo scopo a causa degli avvenimenti nella battaglia del Mar dei Coralli (4-8 maggio 1942). In ottobre ordinò la decapitazione di nove marines, caduti prigionieri dopo il raid di Makin, e alla fine del 1943 tornò in Giappone dove diresse a lungo la Scuola di Tateyama. Dall'aprile 1945 sino al termine del conflitto comandò le forze terrestri del Distretto navale di Sasebo.
Poco dopo la fine del conflitto, Abe fu rintracciato e tradotto dinanzi a un tribunale militare statunitense, che lo condannò a morte per il massacro ordinato. La sentenza fu eseguita a Guam nel giugno 1947.

## Biografia

### Inizio della carriera
Kōsō Abe nacque il 24 marzo 1892 nella prefettura di Yamagata. In giovane età s'iscrisse all'Accademia navale di Etajima: studiò nella 40ª classe e si diplomò il 17 luglio 1912, settantatreesimo su 144 allievi; ottenne il brevetto di aspirante guardiamarina e fu imbarcato sull'incrociatore corazzato Adzuma, passando poi all'incrociatore corazzato Yakumo il 1º maggio 1913: sette mesi più tardi divenne guardiamarina ma rimase ancora a lungo sull'unità per la crociera d'addestramento. Il 25 gennaio 1915 fu integrato nell'equipaggio dell'incrociatore corazzato Izumo e il 13 dicembre di quell'anno, appena promosso a sottotenente di vascello, intraprese il Corso base alla Scuola d'artiglieria navale e poi, dal 1º giugno 1916, il Corso base alla Scuola siluristi. Dal 1º dicembre di quell'anno fu membro del Corpo marinai basato a Yokosuka, quindi dall'anno successivo servì a bordo del cacciatorpediniere Isokaze. Il 1º dicembre 1918, divenuto tenente di vascello, cominciò a frequentare il Corso avanzato di artiglieria navale e, completatolo con successo, dal 1º dicembre 1919 assunse il posto di direttore del tiro sul cacciatorpediniere e nave ammiraglia Yamakaze.

### Gli anni venti e trenta
Dal 7 gennaio 1921 Abe supervisionò l'armamento finale del cacciatorpediniere Akikaze, del quale divenne subito dopo ufficiale addetto all'artiglieria (1º aprile). Il 10 gennaio 1922 fu per la prima volta assegnato a una nave da battaglia, l'appena completata Mutsu, sulla quale rimase per due anni circa; successivamente, il 1º dicembre 1923 passò sulla Yamashiro con la qualifica di vice-direttore del tiro e, dopo questa esperienza, fu riassegnato con lo stesso incarico al vecchio incrociatore corazzato Asama dal 25 ottobre 1924. Il 1º dicembre salì al grado di capitano di corvetta e il 15 aprile 1925 fu trasferito, sempre come vice-direttore del tiro, sulla moderna nave da battaglia Nagato. Il 1º dicembre 1925 ritornò a terra e assunse il doppio posto di istruttore e addestratore all'Accademia navale di Etajima, che tenne per quasi due anni: tornò infatti a bordo di una unità da guerra, l'incrociatore leggero Naka, il 15 novembre 1927, in veste di direttore del tiro. Dal 25 ottobre 1928 supervisionò il completamento dell'incrociatore pesante Ashigara e il 20 agosto 1929, quando l'unità entrò in servizio, le fu assegnato come direttore del tiro.
Il 1º dicembre 1930 Abe fu promosso capitano di fregata e direttore del tiro sull'incrociatore da battaglia rimodernato Haruna, quindi l'anno successivo fu imbarcato con la medesima funzione sulla nave da battaglia Hyuga e infine, dal 1º dicembre 1932, servì come istruttore alla Scuola di artiglieria navale. Il 15 novembre 1934 raggiunse il grado di capitano di vascello e fu ridislocato presso il 1º Distretto navale con quartier generale a Yokosuka; il 22 febbraio 1935 fu investito del suo primo comando, la petroliera di squadra Erimo, che esercitò solo per alcuni mesi, dacché il 15 agosto venne trasferito a terra al 2º Distretto navale (Kure). Nella restante parte degli anni trenta comandò in successione gli incrociatori leggeri Jintsu (dal 15 novembre 1935), Naka (dal 1º dicembre 1936), Tenryu (dal 2 agosto 1937), gli incrociatori pesanti Mikuma (dal 15 dicembre 1938) e Myoko (dal 20 luglio 1939) e infine l'incrociatore da battaglia ricostruito Hiei dal 15 novembre 1939.

### La seconda guerra mondiale
Il 15 ottobre 1940, dopo l'intenso ciclo di comandi in mare, Abe fu assegnato al Distretto navale di Yokosuka, dove un mese dopo ricevette la nomina a contrammiraglio; rimase per un certo periodo in ridotta attività, poi il 1º giugno 1941 fu nominato direttore dell'appena istituita Scuola d'artiglieria navale di Tateyama. Questo incarico importante lo tenne in Giappone anche durante la prima fase della vittoriosa espansione nel Pacifico e in Asia. Il 2 febbraio 1942 fu comunque assegnato a un comando di guerra, la 4ª Flotta di base nelle isole del Mandato del Pacifico meridionale, e divenne assistente dello stato maggiore: appena tre giorni più tardi fu però messo a capo della 6ª Forza da base ausiliaria, di stanza nelle isole suddette. Tra la fine di aprile e il 1º maggio 1942 Abe radunò a Rabaul, seguendo le direttive dell'operazione Mo, gli undici trasporti truppe necessari a portare una forza d'invasione sino a Port Moresby, ultima importante base alleata in Nuova Guinea sotto la protezione della squadra del contrammiraglio Sadamichi Kajioka. Abe fu dunque presente, senza avervi parte diretta, alla battaglia del Mar dei Coralli; peraltro la mattina del 7 maggio ebbe ordine dal comandante della 4ª Flotta Shigeyoshi Inoue di ripiegare: una forza di incrociatori australiano-statunitensi bloccava gli accessi a Port Moresby tra la Nuova Guinea e gli arcipelaghi vicini e gli attacchi aerei non erano riusciti a sgominarla.
Rientrato a Rabaul, Abe si spostò nei mesi seguenti nelle isole Marshall e si rese responsabile di un crimine di guerra. Il 17 e 18 agosto il 2º Battaglione Marine Raiders aveva condotto un raid inaspettato sull'isola di Makin, nell'arcipelago delle Gilbert; dopo l'annientamento della guarnigione giapponese e la distruzione di depositi, materiali e due navi, gli statunitensi furono ripresi a bordo dai due sommergibili che li avevano trasportati fin lì, ma nove marine furono lasciati indietro per cause poco chiare. Costoro furono fatti prigionieri dai rinforzi inviati dalla base di Truk e trattati nel rispetto della Convenzione di Ginevra durante e dopo il trasferimento a Kwajalein, nelle Marshall, dove rimasero per sei settimane circa. All'inizio di ottobre Abe s'interessò alla cosa e inviò al comandante dell'atollo (capitano di vascello Yoshio Obara) il perentorio ordine di uccidere i prigionieri: egli protestò vivamente ma non riuscì a far cambiare idea al suo superiore, quindi si rassegnò a scegliere quattro ufficiali del suo stato maggiore per portare a termine l'esecuzione. Il 16 ottobre i nove americani furono fatti inginocchiare sul bordo di una fossa appena scavata e decapitati a uno a uno con alcune katana, alla presenza del contrammiraglio Abe.
Abe continuò a comandare le forze della marina imperiale nelle isole Marshall per quasi tutto il 1943, poi fu rimpatriato e dal 29 novembre rimase a disposizione dello stato maggiore generale. Il 27 dicembre esso lo assegnò per la seconda volta alla direzione della Scuola d'artiglieria di Tateyama, incarico che gli fu riconfermato il 29 settembre 1944. Nel corso di questo periodo Abe fu promosso viceammiraglio il 1º maggio 1944 e servì un mese e mezzo circa come assistente presso lo stato maggiore della Flotta Combinata. Il 25 aprile 1945 fu spostato al 3º Distretto navale (Sasebo), dove dal 1º maggio fu comandante del Corpo marinai e della Forza di guardia aventi lì base. A questi due ruoli affiancò infine, dal 10 luglio, il comando della locale Forza combinata speciale da sbarco. Un mese dopo il Giappone si arrese e la seconda guerra mondiale ebbe termine.

### Morte
Kōsō Abe lasciò il servizio attivo il 15 ottobre 1945. Egli fu però preso in custodia dalle forze d'occupazione sulla scorta della testimonianza di un indigeno di Makin, che si trovava a Kwajalein nell'ottobre 1942 e aveva assistito al massacro nascosto in un campo, e tradotto dinanzi alla Commissione per i crimini di guerra dipendente dalla Marina statunitense, che operava sull'isola di Guam dalla fine del 1944 sotto il controllo del capitano di vascello e avvocato John Murphy. Questo tribunale si occupò soprattutto dei crimini commessi nelle isole Marianne da ufficiali giapponesi e da Chamorro collaborazionisti, ma vagliò anche ventitré casi riguardanti il massacro di prigionieri di guerra e civili americani nelle Marshall, a Wake, a Chichijima e a Truk: ad Abe fu concesso un avvocato civile nipponico. La sua difesa fu costruita sulla base della presunta natura di spie dei nove uomini decapitati, ma il tribunale rigettò questa interpretazione, dichiarò Abe colpevole di omicidio e lo condannò a morte per impiccagione. La sentenza fu eseguita il 19 giugno 1947 sulla stessa isola di Guam e il suo corpo fu sepolto in una tomba senza nome nel territorio sottoposto alla giurisdizione militare statunitense.

## Onorificenze
Dati tratti da: